# Éric Poujade
Éric Poujade, född 8 augusti 1972 i Aix-en-Provence i Bouches-du-Rhône, död 1 juli 2024 i Marseille, var en fransk gymnast.
Han tog OS-silver i bygelhäst i samband med de olympiska gymnastiktävlingarna 2000 i Sydney.